# Rajon Stryj
Der Rajon Stryj (ukrainisch Стрийський район/Stryjskyj rajon; russisch Стрыйский район/Stryjski rajon) ist ein ukrainischer Rajon mit etwa 325.000 Einwohnern. Er liegt im Süden der Oblast Lwiw und hat eine Fläche von 3854 km².

## Geographie
Der Rajon liegt im Süden der Oblast Lwiw und grenzt Norden an den Rajon Lwiw, im Osten an den Rajon Iwano-Frankiwsk (Oblast Iwano-Frankiwsk), im Südosten an den Rajon Kalusch (Oblast Iwano-Frankiwsk), im Süden an den Rajon Chust und den Rajon Mukatschewo, im Südwesten an den Rajon Sambir sowie im Westen an den Rajon Drohobytsch.

Flagge des Rajons

## Geschichte
Der Rajon entstand am 17. Januar 1940 nach der Besetzung Ostpolens durch die Sowjetunion, 1941 bis 1944 war er wiederum ein Teil des Distrikt Galizien, kam aber danach wieder zur Ukrainischen SSR und lag bis 1959 in der Oblast Drohobytsch, danach blieb er bis heute ein Teil der Oblast Lwiw, seit 1991 ist er ein Teil der heutigen Ukraine.
Am 17. Juli 2020 kam es im Zuge einer großen Rajonsreform zu einer Vergrößerung des Rajonsgebietes um die Rajone Schydatschiw, Mykolajiw und Skole sowie kleine Teile des Rajons Turka und der bis Juli 2020 unter Oblastverwaltung stehenden Städte Morschyn, Nowyj Rosdil und Stryj.

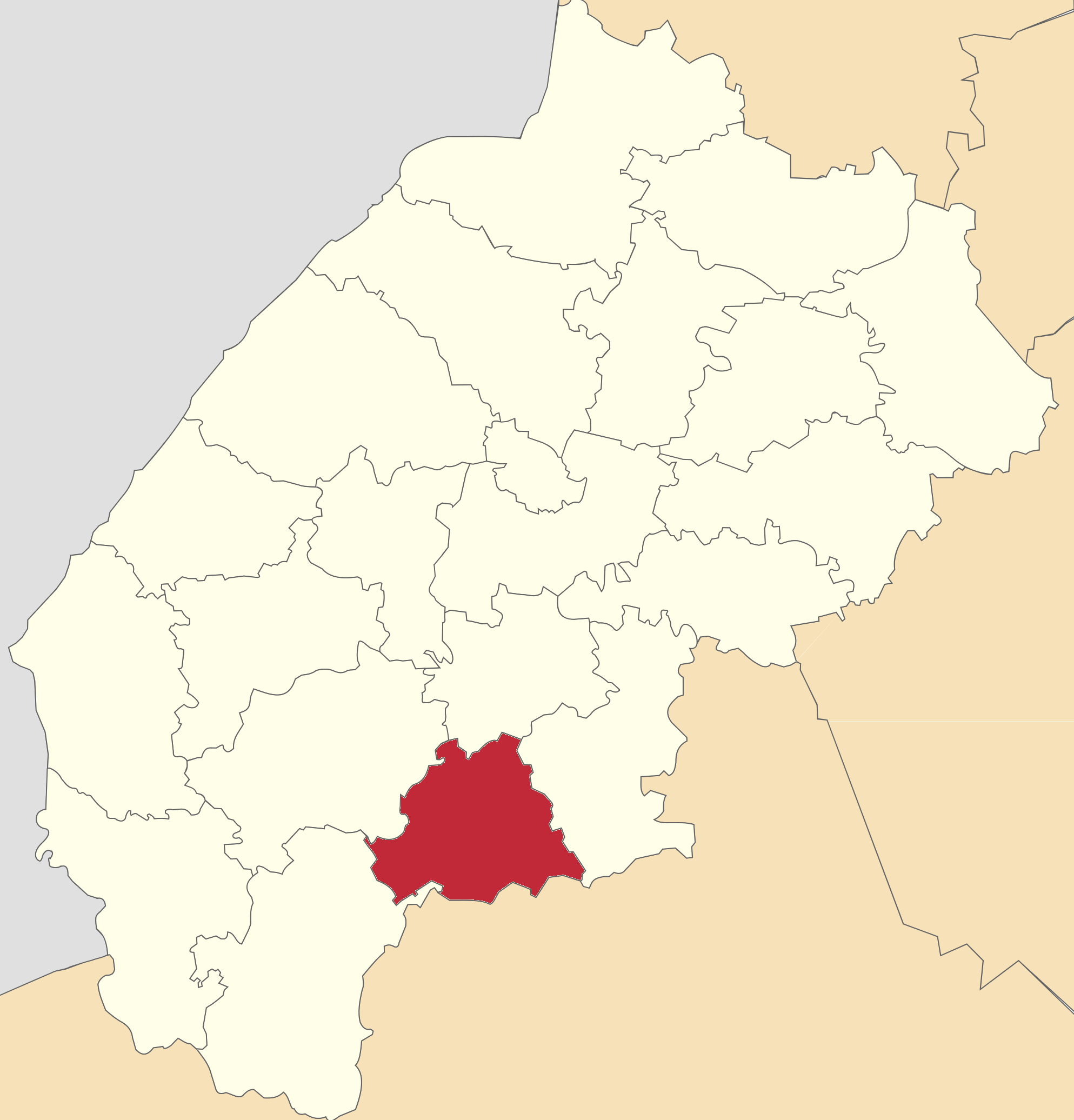
Rajonsgebiet bis Juli 2020
Rajonsgebiet ab Juli 2020

## Administrative Gliederung
Auf kommunaler Ebene ist der Rajon in 14 Hromadas (7 Stadtgemeinden, 3 Siedlungsgemeinde und 4 Landgemeinde) unterteilt, denen jeweils einzelne Ortschaften untergeordnet sind.
Zum Verwaltungsgebiet gehören:
- 7 Städte
- 6 Siedlungen städtischen Typs
- 278 Dörfer
- 1 Ansiedlung

Die Hromadas sind im Einzelnen:
- Stadtgemeinde Chodoriw
- Stadtgemeinde Morschyn
- Stadtgemeinde Mykolajiw
- Stadtgemeinde Nowyj Rosdil
- Stadtgemeinde Schydatschiw
- Stadtgemeinde Skole
- Stadtgemeinde Stryj
- Siedlungsgemeinde Hnisdytschiw
- Siedlungsgemeinde Schurawno
- Siedlungsgemeinde Slawsko
- Landgemeinde Hrabowez-Duliby
- Landgemeinde Kosjowa
- Landgemeinde Roswadiw
- Landgemeinde Trostjanez

Bis Juli 2020 waren es 1 Siedlungsratsgemeinde, 35 Landratsgemeinden und 1 Landgemeinde, denen jeweils einzelne Ortschaften untergeordnet waren.
Zum Verwaltungsgebiet gehörten:
- 1 Siedlung städtischen Typs
- 70 Dörfer

### Siedlung städtischen Typs
| Siedlungen städtischen Typs | Siedlungen städtischen Typs | Siedlungen städtischen Typs | Siedlungen städtischen Typs |
| Name                        | Name                        | Name                        | Name                        |
| ukrainisch transkribiert    | ukrainisch                  | russisch                    | polnisch                    |
| --------------------------- | --------------------------- | --------------------------- | --------------------------- |
| Daschawa                    | Дашава                      | Дашава                      | Daszawa                     |

### Dörfer
| Dörfer                   | Dörfer            | Dörfer                                    | Dörfer                              | Dörfer               |
| Name                     | Name              | Name                                      | Name                                | Gemeindezuordnung    |
| ukrainisch transkribiert | ukrainisch        | russisch                                  | polnisch                            | Gemeindezuordnung    |
| ------------------------ | ----------------- | ----------------------------------------- | ----------------------------------- | -------------------- |
| Banja Lyssowyzka         | Баня Лисовицька   | Баня Лысовицкая (Banja Lyssowizkaja)      | Bania                               | Lyssowytschi         |
| Bereschnyzja             | Бережниця         | Бережница (Bereschniza)                   | Bereźnica                           | Strilkiw             |
| Bratkiwzi                | Братківці         | Братковцы (Bratkowzy)                     | Bratkowce                           | Bratkiwzi            |
| Chodowytschi             | Ходовичі          | Ходовичи (Chodowitschi)                   | Chodowice                           | Chodowytschi         |
| Chromohorb               | Хромогорб         | Хромогорб (Chromogorb)                    | Chromohorb                          | Ljubynzi             |
| Dibrowa                  | Діброва           | Диброва                                   | Dąbrowa                             | Saplatyn             |
| Dobriwljany              | Добрівляни        | Добровляны (Dobrowljany)                  | Dobrowlany                          | Dobriwljany          |
| Dobrjany                 | Добряни           | Добряны                                   | Dobrzany                            | Dobrjany             |
| Dolischnje               | Долішнє           | Долишнее (Dolischneje)                    | Niniów Dolny                        | Dolischnje           |
| Dowhe                    | Довге             | Долгое (Dolgoje)                          | Dołhe                               | Stankiw              |
| Dowholuka                | Довголука         | Долголука (Dolgoluka)                     | Dołhołuka                           | Hrabowez             |
| Duliby                   | Дуліби            | Дулибы                                    | Duliby                              | Duliby               |
| Falysch                  | Фалиш             | Фалиш (Falisch)                           | Falisz                              | Stankiw              |
| Hajdutschyna             | Гайдучина         | Гайдучина (Gaidutschina)                  | -                                   | Daschawa             |
| Hirne                    | Гірне             | Горное (Gornoje)                          | Hurnie                              | Hirne                |
| Holobutiw                | Голобутів         | Голобутов (Golobutow)                     | Hołobutów                           | Holobutiw            |
| Horischnje               | Горішнє           | Горишнее (Gorischneje)                    | Niniów Górny                        | Dolischnje           |
| Hrabowez                 | Грабовець         | Грабовец (Grabowez)                       | Grabowiec Stryjski                  | Hrabowez             |
| Jaruschytschi            | Ярушичі           | Ярушичи (Jaruschitschi)                   | Jaroszyce                           | Pidhirzi             |
| Jossypowytschi           | Йосиповичі        | Йосиповичи (Jossipowitschi)               | Juseptycze                          | Jossypowytschi       |
| Kawske                   | Кавське           | Кавское (Kawskoje)                        | Kawsko                              | Kawske               |
| Kolodnyzja               | Колодниця         | Колодница (Kolodniza)                     | Kłodnica                            | Hrabowez             |
| Komariw                  | Комарів           | Комаров (Komarow)                         | Komarów                             | Pidhirzi             |
| Konjuchiw                | Конюхів           | Конюхов (Konjuchiw)                       | Koniuchów                           | Hrabowez             |
| Kuty                     | Кути              | Куты                                      | Kawczy Kąt                          | Lysjatytschi         |
| Laniwka                  | Ланівка           | Лановка (Lanowka)                         | Brygidyn                            | Laniwka              |
| Lany-Sokoliwski          | Лани-Соколівські  | Ланы-Соколовские (Lany-Sokolowskije)      | Łany Sokołowskie                    | Podoroschnje         |
| Ljubynzi                 | Любинці           | Любинцы (Ljubinzy)                        | Lubieńce                            | Ljubynzi             |
| Lotatnyky                | Лотатники         | Лотатники (Lotatniki)                     | Łotatniki                           | Strilkiw             |
| Luh                      | Луг               | Луг (Lug)                                 | Łęgi Lisiatyckie                    | Lysjatytschi         |
| Lyssowytschi             | Лисовичі          | Лысовичи (Lyssowitschi)                   | Lisowice                            | Lyssowytschi         |
| Lysjatytschi             | Лисятичі          | Лисятичи (Lisjatitschi)                   | Lisiatycze                          | Lysjatytschi         |
| Mali Diduschytschi       | Малі Дідушичі     | Малые Дедушичи (Malyje Deduschitschi)     | Dzieduszyce Małe                    | Welyki Diduschytschi |
| Monastyrez               | Монастирець       | Монастырец                                | Manasterzec                         | Hrabowez             |
| Myrtjuky                 | Миртюки           | Миртюки (Mirtjuki)                        | Miertuki                            | Myrtjuky             |
| Neschuchiw               | Нежухів           | Нежухов (Neschuchow)                      | Nieżuchów                           | Neschuchiw           |
| Nyschnja Lukawyzja       | Нижня Лукавиця    | Нижняя Лукавица (Nischnjaja Lukawiza)     | Łukawica Niżna                      | Dolischnje           |
| Nyschnja Stynawa         | Нижня Стинава     | Нижняя Стынава (Nischnjaja Stynawa)       | Stynawa Niżna                       | Nyschnja Stynawa     |
| Oleksytschi              | Олексичі          | Алексичи (Alexitschi)                     | Oleksice                            | Daschawa             |
| Pidhirzi                 | Підгірці          | Подгорцы (Podgorzy)                       | Podhorce                            | Pidhirzi             |
| Pischtschany             | Піщани            | Песчаны (Pestschany)                      | Tatarsko                            | Chodowytschi         |
| Pjatnytschany            | П'ятничани        | Пятничаны (Pjatnitschany)                 | Pietniczany                         | Pjatnytschany        |
| Podoroschnje             | Подорожнє         | Подорожное (Podoroschnoje)                | Balicze Podróżne                    | Podoroschnje         |
| Pyla                     | Пила              | Пила (Pila)                               | Piła                                | Stankiw              |
| Pukenytschi              | Пукеничі          | Пукеничи (Pukenitschi)                    | Pukienicze                          | Lysjatytschi         |
| Rajliw                   | Райлів            | Райлов (Railow)                           | Rajłów                              | Neschuchiw           |
| Roshirtsche              | Розгірче          | Розгирче (Rosgirtsche)                    | Rozhurcze                           | Roshirtsche          |
| Saderewatsch             | Задеревач         | Задеревач                                 | Zaderewacz                          | Wolja-Saderewazka    |
| Sahirne                  | Загірне           | Загорное (Sagornoje)                      | Gelsendorf                          | Sahirne              |
| Saplatyn                 | Заплатин          | Заплатин (Saplatin)                       | Zapłatyn                            | Saplatyn             |
| Saritschne               | Зарічне           | Заречное (Saretschnoje)                   | Balicze Zarzeczne, Balicze Podgórne | Podoroschnje         |
| Sawadiw                  | Завадів           | Завадов (Sawadow)                         | Zawadów                             | Sawadiw              |
| Schtschaslywe            | Щасливе           | Счастливое (Stschastliwoje)               | Feliksówka                          | Daschawa             |
| Schulyn                  | Жулин             | Жулин (Schulin)                           | Żulin                               | Schulyn              |
| Semyhyniw                | Семигинів         | Семигинов (Semiginow)                     | Siemiginów                          | Semyhyniw            |
| Slobidka                 | Слобідка          | Слободка (Slobodka)                       | Słobódka                            | Myrtjuky             |
| Smoljanyj                | Смоляний          | Смоляной (Smoljanoi)                      | Pöchersdorf, Smolany                | Dolischnje           |
| Stankiw                  | Станків           | Станков (Stankow)                         | Stańków                             | Stankiw              |
| Strilkiw                 | Стрілків          | Стрелков (Strelkow)                       | Strzałków                           | Strilkiw             |
| Stryhanzi                | Стриганці         | Стриганцы (Striganzy)                     | Stryhańce                           | Stryhanzi            |
| Sychiw                   | Сихів             | Сыхов (Sychow)                            | Siechów                             | Sychiw               |
| Uhersko                  | Угерсько          | Угерско (Ugersko)                         | Uhersko                             | Uhersko              |
| Uhilnja                  | Угільня           | Угольня (Ugolnja)                         | Uhełna                              | Welyki Diduschytschi |
| Welyki Diduschytschi     | Великі Дідушичі   | Великие Дедушичи (Welikije Deduschitschi) | Dzieduszyce Wielkie                 | Welyki Diduschytschi |
| Werchnja Lukawyzja       | Верхня Лукавиця   | Верхняя Лукавица (Werchnjaja Lukawiza)    | Łukawica Wyżna                      | Dolischnje           |
| Werchnja Stynawa         | Верхня Стинава    | Верхняя Стынава (Werchnjaja Stynawa)      | Stynawa Wyżna                       | Werchnja Stynawa     |
| Wertschany               | Верчани           | Верчаны                                   | Wierczany                           | Pidhirzi             |
| Wiwnja                   | Вівня             | Вовня (Wownja)                            | Wownia                              | Wiwnja               |
| Wolja-Dowholuzka         | Воля-Довголуцька  | Воля-Довголуцкая (Wolja-Dowgoluzkaja)     | Wola Dołhołucka                     | Hrabowez             |
| Wolja-Saderewazka        | Воля-Задеревацька | Воля-Задеревацкая (Wolja-Saderewazkaja)   | Wola Zaderewacka                    | Wolja-Saderewazka    |